# Mangabeiras (Belo Horizonte)
Mangabeiras é um bairro nobre, de classe alta da região Centro-Sul de Belo Horizonte.
Nele está localizado o Parque das Mangabeiras, uma das principais áreas verdes da cidade e segundo maior parque ambiental urbano do Brasil, sendo a Floresta da Tijuca o primeiro.
Outro ponto de destaque do bairro (e de Belo Horizonte) é a Praça do Papa.

## Descrição e histórico
Situado ao pé da Serra do Curral, maciço montanhoso escolhido pela população como símbolo da cidade, o bairro Mangabeiras deve seu nome ao Córrego das Mangabeiras, soterrado pelas obras de arruamento do bairro, cuja calha é hoje a rua Professor Lair Rennó Remusat. Lá se encontra o Palácio das Mangabeiras, residência oficial dos governadores de Minas, mandado construir por Juscelino Kubitschek de Oliveira quando governador do Estado, segundo projeto de Oscar Niemeyer e jardins de Roberto Burle Marx.
O bairro foi projetado e desenvolvido na década de 60 pela CODEURBE, sociedade de economia mista municipal, utilizando terrenos pertencentes à antiga FERROBEL, mineradora também pertencente ao município. O apelo de sofisticação que o nome do bairro exerce faz com que bairros vizinhos sejam extensivamente designados como sendo também parte deste, mas os seus limites são a referida Serra do Curral, a Avenida das Agulhas Negras, a Avenida Bandeirantes e a área do Parque das Mangabeiras.
Tem como característica a destinação exclusiva para residências unifamiliares, vetadas as atividades comerciais, industriais e de serviços.

## Criticidade
Ultimamente o bairro tem enfrentado problemas de segurança e abuso com poluição sonora, em especial na Praça do Papa.

## Lazer, esporte e educação
- Praça do Papa
- Parque Municipal das Mangabeiras
- Rua Professor Otávio Magalhães (Rua do Amendoim)
- Mirante das Mangabeiras - Praça Efigênio Salles
- Av. José Patrocínio Pontes - Pista de 800 metros exclusiva para pedestres ao longo do sopé da Serra do Curral.

## Galeria

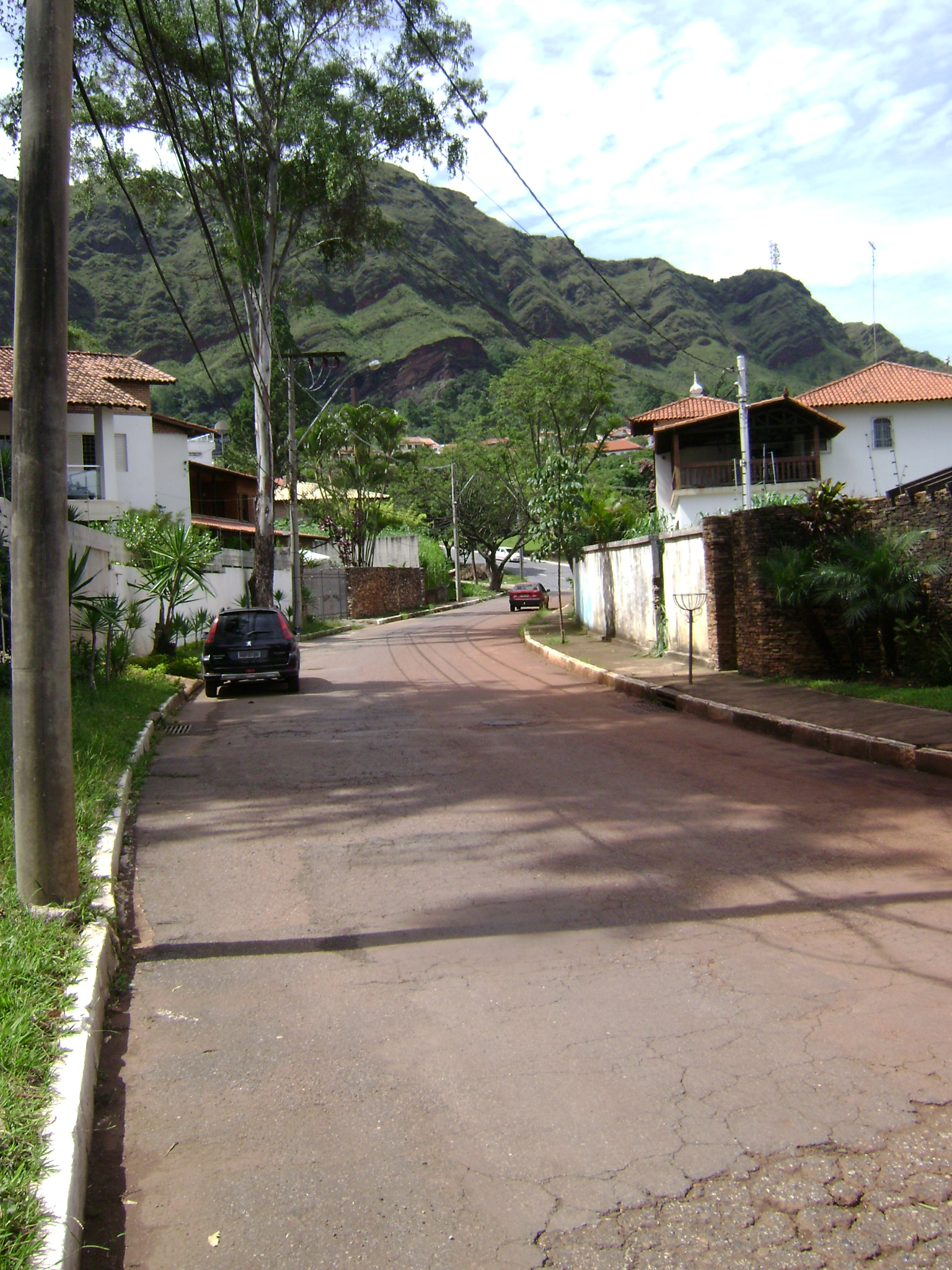
A rua do Amendoim, no bairro Mangabeiras. Ao fundo observa-se a serra do Curral.
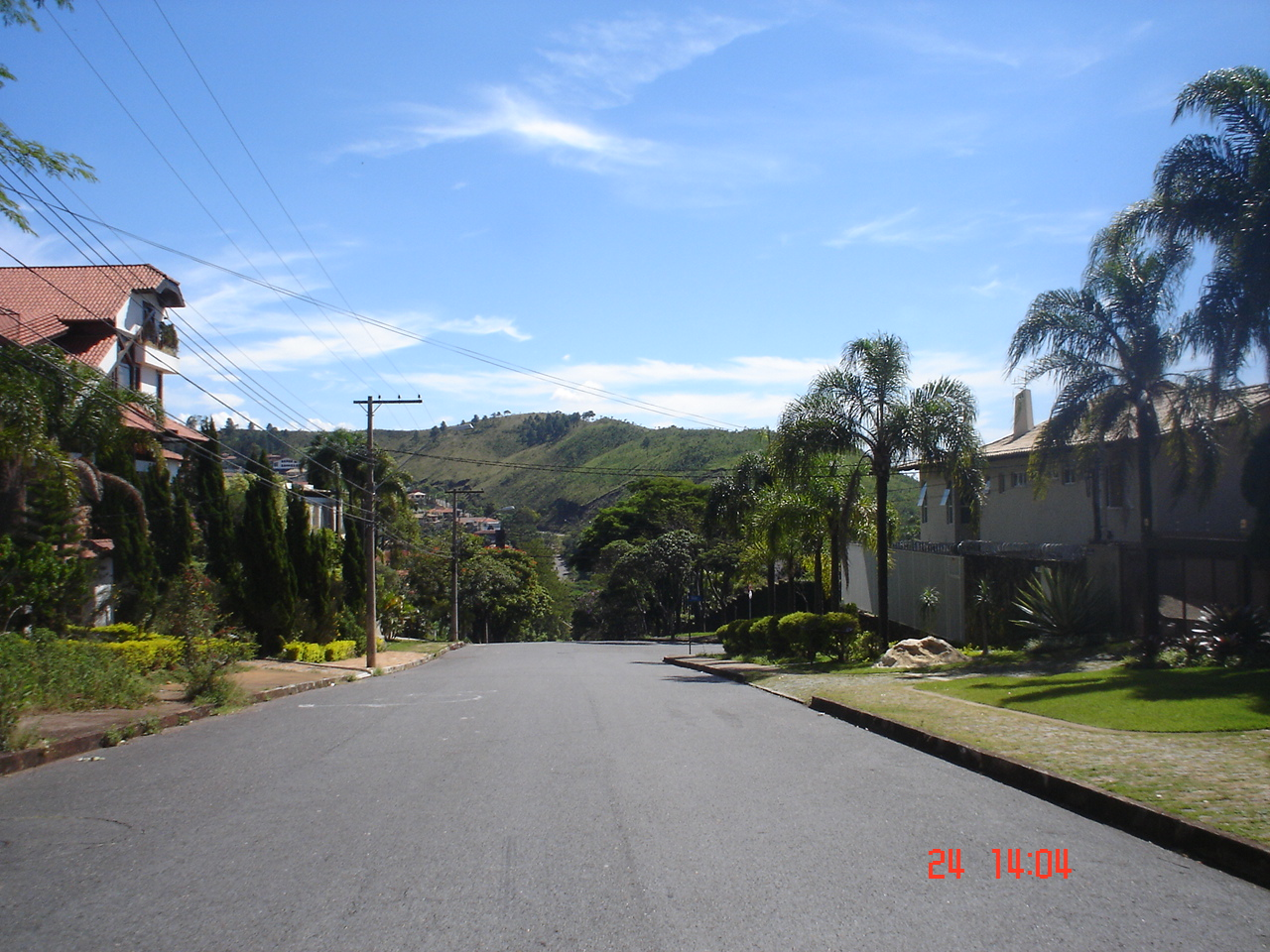
Uma rua no bairro Mangabeiras.
Villas em Mirante Mangabeiras (Belo Horizonte)Villas em Mirante Mangabeiras (Belo Horizonte)